# لاصيفر البلد
لاصيفر البلد، قرية تابعة للوحدة المحلية لقرية كنيسة الصرادوسي، التابعة لمركز دسوق التابع لمحافظة كفر الشيخ في جمهورية مصر العربية.

## توابع القرية
لها 9 توابع من عزب وكفور ونجوع:
- محرم
- الغنيمة
- كوم أبو طاحون
- أبو سترة
- متولي رجب
- عدس
- جلانتي
- صقر
- عبد القوي غنيم

## السكان
بلغ عدد سكان لاصيفر البلد 8,589 نسمة، حسب الإحصاء الرسمي لعام 2006، منهم 4,312 ذكر و4,277 أنثى.